# Potamonemus asylos
Potamonemus asylos is een krabbensoort uit de familie van de Potamonautidae. De wetenschappelijke naam van de soort is voor het eerst geldig gepubliceerd in 1993 door Cumberlidge.